# Gonatocerus ashmeadi
Gonatocerus ashmeadi — вид паразитичних перетинчастокрилих комах родини мимарід (Mymaridae). Поширений у Північній Америці.

## Поширення
Поширений у штатах Флорида, Луїзіана, Міссісіпі, Північна Кароліна, на сході Техасу, у Каліфорнії, а також на північному сході Мексики.

## Опис
Дрібні хальциноїдні їздці. Довжина тіла самиці — 1,28-1,76 мм. Голова і грудка переважно темно-коричневі, ноги і черевце, головним чином, жовті з коричневими смужками на тергітах; у деяких самців черевце може бути майже повністю коричневим. Вусики 12-членикові у самиць і 13-членикові у самців. Крила з повністю редукованим жилкуванням.

## Спосіб життя
Паразитоїд. Його личинки розвиваються у цикадках Cuerna costalis, Oncometopia clarior, Oncometopia orbona, Homalodisca vitripennis, Homalodisca liturata і Homalodisca coagulata.